# Markosice, Lubusz
Markosice (germană Markersdorf, în Limba sorabă: Marchośice) este o localitate în Polonia, situată în Voievodatul Lubusz, în județul Krosno, în orașul Gubin.  În anii 1975-1998 localitatea a aparținut administrativ de regiunea Zielona Gora. Înainte de 1945, satul era parte din Germania.
Documentele istorice menționează în anul 1293, numele german de Marquardisdorf și în 1550 apare ca Merkersdorf. Markosice este un sat mic, cu o formă circulară, are o moară de apă, o moara de vant si o fabrica de caramidă. Proprietari ai satului au fost cavalerii von Preuss, von Luben, von Mehlen, von Schönberg, von Schönaich, von Bagge și von Lubieniecky. În anul 1771 a fost deținută de către contele Brühl. Așezarea a avut o biserică ridicată din secolul al XV-lea, dar aceasta nu a supraviețuit celui de al doilea război mondial. Frederic cel Mare în timpul retragerii armatei austriece împotriva prusacilor din 1759 a avut cartierul general în acest loc. Începând cu 2006/2007, satul are o rețea de apă.